# Municipio Almirante Padilla
El Municipio Almirante Padilla es uno de los 21 municipios ubicados en el estado Zulia, en Venezuela. Ubicado en la entrada del lago de Maracaibo. Su capital es El Toro ubicada en la isla de Toas. Es un municipio insular compuesto por las islas que se encuentran en el límite entre el Lago de Maracaibo y el Golfo de Venezuela.

## Historia
No se puede asegurar con certeza que el primer mineral explotado en el estado Zulia fue la piedra caliza de isla de Toas, por lo cual la Real Cédula del año 1591, le ordena a los alcaldes ordinarios Rodrigo de Argüelles y Gaspar de Párraga para que dieran información sobre el Área lacustre. En ese informe se menciona sobre la existencia de la piedra caliza de isla de Toas, buena para edificar fortalezas más resistentes.
Por decreto del Presidente de la República, Dr. Raimundo Andueza Palacio, el 3 de mayo de 1890; se declara al Zulia y Falcón en posesión de sus respectivas soberanías. Y en decreto del 7 de julio de 1890 incorpora al Zulia las islas de Toas y San Carlos, confiándole su organización civil. El 15 de julio del mismo año el presidente del Estado, Ramón Ayala, los integra al distrito Mara. Después de más de un siglo de pertenecer al distrito Mara, el 26 de mayo del año 1989 pasa a conformar un municipio independiente con el nombre del prócer de la independencia colombiana y venezolana, el almirante José Prudencio Padilla, esto por los acontecimientos liderados por este líder militar que llevaron a la liberación definitiva del lago maracaibo y las costas que dan con éste, habiendo quedado la armada española humillada ante el poderío naval del estratega nacido en Riohacha, Guajira.
El 7 de septiembre de 2015 el presidente venezolano,declara parcialmente un estado de excepción en el Estado fronterizo del Zulia, por la crisis diplomática con Colombia originado por los acontecimientos ocurridos en el Estado Táchira, siendo esta entidad municipal uno de los tres municipios afectados por la medida presidencial.

## Geografía

### Parroquias
- Parroquia Isla de Toas. Comprende la isla del mismo nombre, en ella se encuentra El Toro, capital del municipio.
- Parroquia Monagas. Incluye todas las demás islas.

| Parroquia                   | Superficie | Población (2016) | Densidad       |
| --------------------------- | ---------- | ---------------- | -------------- |
| Isla de Toas                | 19 km²     | 10.210 hab.      | 537,36 hab/km² |
| Monagas                     | 120 km²    | 11.429. hab.     | 95,24 hab/km²  |
| Municipio Almirante Padilla | 139 km²    | 21.639 hab.      | 155,67 hab/km² |

### Islas
Algunas de las islas ubicadas en el municipio son:
- Isla de Zapara
- Isla de Toas
- Isla de San Carlos
- Isla de Pescadores
- Isla de Pájaros
- Isla de Maraca
- Bajo Pedro Colina
- Entre otras islas.

El nombre Isla de Pescadores es inexacto, el correcto es "Pescadero", así la llaman los pescadores de los municipios Almirante Padilla y Mara. El nombre de Pescadero describe exactamente lo que es, un área de pesca. La isla permanece desierta por la impresionante cantidad de mosquitos y jejenes que allí hay, ni siquiera hay ranchos de pescadores (sitios de estadía temporal) en la isla por esa misma razón.

## Economía
La principal fuente de ingresos del municipio la constituyen los yacimientos minerales de la Isla de Toas, tales como las canteras de caliza, yacimientos de lignito sulfuroso, arcillas explotadas en el sector sur y un pequeño yacimiento de mineral cuprífero.
Durante el período colonial, se utilizaron piedras calizas extraídas de Toas para la edificación de importantes obras en ciudades como Maracaibo, Coro y los Andes. Entre estas construcciones destacan los castillos de San Carlos de la Barra, Paijana y Barra Grande; el torreón de Zapara; la Catedral de Maracaibo; el Convento; la Iglesia Cristo de Aranza; la Casa de Morales, entre otras.
Actualmente, las canteras de caliza han impulsado la industrialización de la zona, especialmente para la producción de cemento. Además, la pesca constituye una de las actividades económicas principales del municipio.

## Política y gobierno

### Alcaldes
| Período     | Alcalde              | Partido político / Alianza | % de votos | Notas |
| ----------- | -------------------- | -------------------------- | ---------- | --- |
| 1989 - 1992 | Alciro Amado Pereira | Copei MEP                  | 55,36      | Primer alcalde bajo elecciones directas (Electo con el apoyo del MEP) |
| 1992 - 1994 | Alciro Amado Pereira | Copei MEP                  | 57,63      | Reelecto (Fue revocado de su mandato el 16 de octubre de 1994) |
| 1994 - 1995 | Tito Nava            | Copei                      | -          | Alcalde designado por la cámara municipal tras haber sido revocado de su mandato Alciro Amado Pereira |
| 1995 - 2000 | Tito Nava            | Copei AD                   |            | Segundo alcalde bajo elecciones directas (Electo por la unión de AD y Copei conocida en el municipio como "La Guanábana") (Se realizaron elecciones generales adelantadas en el 2000 debido a la aprobación de la Constitución de 1999) |
| 2000 - 2004 | Heli Espina          | Un Nuevo Tiempo            | 59,98      | Tercer alcalde bajo elecciones directas |
| 2004 - 2008 | Heli Espina          | Un Nuevo Tiempo            | 48,31      | Reelecto |
| 2008 - 2013 | Yldebrando Ríos      | PSUV                       | 55,49      | Cuarto alcalde bajo elecciones directas (Se postergan 1 año las elecciones municipales pautadas para finales del 2012) |
| 2013 - 2017 | Yldebrando Ríos      | PSUV                       | 59,72      | Reelecto |
| 2017 - 2021 | Héctor Nava          | PSUV                       | 51,54      | Quinto alcalde bajo elecciones directas |
| 2021 - 2025 | Alberto Sovalvarro   | PSUV                       | 69,59      | Sexto alcalde bajo elecciones directas |
| 2025        | Marlon Díaz Delgado  |                            | -          | alcalde encargado en calidad de director general de la alcaldía tras la detención de Alberto Sovalvarro |
| 2025-2029   | Marlon Diaz Delgado  |                            | .          | Séptimo alcalde bajo elecciones directas |

### Concejo municipal
Período 2021 - 2025
| Concejales:        | Partido político / Alianza |
| ------------------ | -------------------------- |
| Zurima Díaz        | PSUV                       |
| Diego García       | PSUV                       |
| Maritrys Valbuena  | PSUV                       |
| Zullin Rodríguez   | PSUV                       |
| Higinio Ojeda      | PSUV                       |
| Virginia Nava      | MUD                        |
| Crisalida Valbuena | (Representación Indígena)  |